# Franklin (Tennessee)
Franklin és una població dels Estats Units a l'estat de Tennessee. Segons el cens del 2008 tenia 58.481 habitants.

## Demografia
Segons el cens del 2000, Franklin tenia 41.842 habitants, 16.128 habitatges, i 11.225 famílies. La densitat de població era de 538 habitants/km².
Dels 16.128 habitatges en un 38,6% hi vivien nens de menys de 18 anys, en un 56,2% hi vivien parelles casades, en un 10,8% dones solteres, i en un 30,4% no eren unitats familiars. En el 25% dels habitatges hi vivien persones soles el 5,4% de les quals corresponia a persones de 65 anys o més que vivien soles. El nombre mitjà de persones vivint en cada habitatge era de 2,55 i el nombre mitjà de persones que vivien en cada família era de 3,09.
Per edats la població es repartia de la següent manera: un 27,9% tenia menys de 18 anys, un 7,5% entre 18 i 24, un 38,1% entre 25 i 44, un 19,2% de 45 a 60 i un 7,4% 65 anys o més.
L'edat mediana era de 33 anys. Per cada 100 dones de 18 o més anys hi havia 90,2 homes.
La renda mediana per habitatge era de 65.506$ i la renda mediana per família de 69.431$. Els homes tenien una renda mediana de 50.226$ mentre que les dones 31.531$. La renda per capita de la població era de 32.160$. Entorn del 5,1% de les famílies i el 6,7% de la població estaven per davall del llindar de pobresa.

## Poblacions més properes
El següent diagrama mostra les poblacions més properes.